# Team Agrar
Die Team Agrar GmbH (Eigenschreibweise: team agrar) (vormals team agrar AG, Hauptgenossenschaft Nord AG, HaGe oder HaGe Kiel) ist ein Handelsunternehmen der Agrar- und Ernährungswirtschaft in Deutschland. Der Unternehmenssitz ist in Flensburg. Gesellschafter des Unternehmens sind die Team SE (89,9 %) sowie die dänische Genossenschaft DLG (10,1 %).
Die Geschäftsfelder des Konzerns sind der Handel mit Getreide, Raps und Hülsenfrüchten (Umsatzanteil 51 Prozent) sowie mit Betriebsmitteln für die Landwirtschaft (34 %), der Handel mit Futtermitteln (15 %) und die Logistik. An rund 120 Vertriebsstandorten in Schleswig-Holstein und Mecklenburg-Vorpommern ist das Unternehmen vertreten. Außerdem existieren Beteiligungen in Dänemark, Frankreich, den Niederlanden, in Polen und in Spanien.

## Geschichte

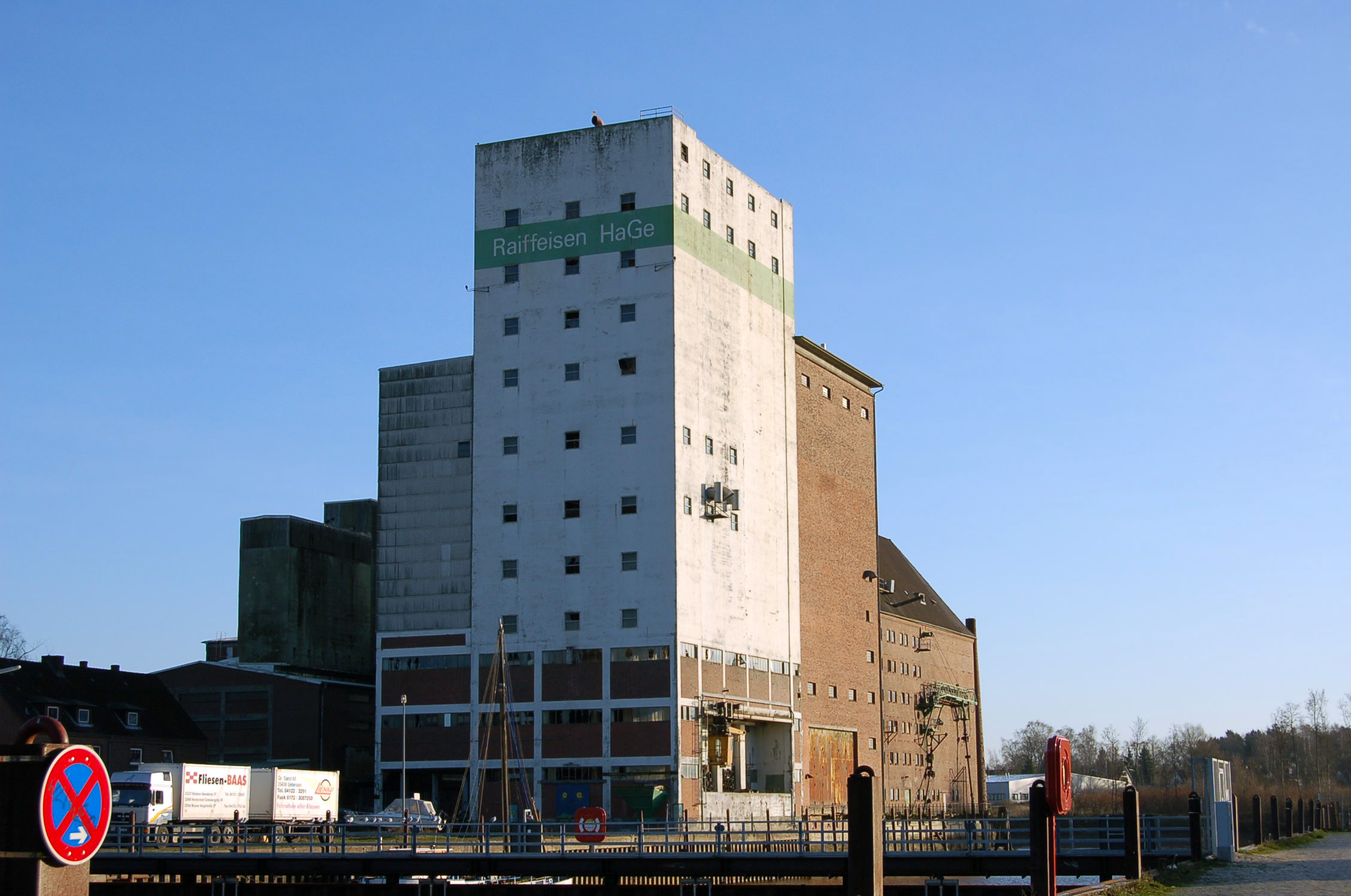
Das 2011 abgetragene Raiffeisen-Silo in Uetersen war das größte Silo in Schleswig-Holstein.

Am 18. Januar 1898 wurde das Ursprungsunternehmen Schleswig-Holsteinische landwirtschaftliche Hauptgenossenschaft eGmbH gegründet. 1988 erfolgte die Umwandlung in eine Aktiengesellschaft. Nach der Wiedervereinigung Deutschlands wurde das Geschäftsgebiet auf Mecklenburg-Vorpommern erweitert. Im Jahr 2005 beteiligten sich die team AG und die dänische DLG an dem inzwischen als Raiffeisen Hauptgenossenschaft Nord AG firmierenden Unternehmen. Ein Jahr später kam die schwedische Genossenschaft Lantmännen als Aktionärin hinzu. Im gleichen Jahr ging das Landhandelsgeschäft der Raiffeisen Markt GmbH & Co. KG, Kropp, in der Raiffeisen HaGe auf. Zum Jahresbeginn 2007 übernahm die HaGe das Warengeschäft der VR Bank im Kreis Rendsburg eG und der Raiffeisenbank Bargteheide.
Durch die Aktienkäufe der DLG in 2005 und von Lantmännen in 2006 befand sich das Unternehmen im Mehrheitsbesitz der beiden dänischen bzw. schwedischen Genossenschaften. Mitte 2007 wurde daher die Kündigung der Mitgliedschaft im Deutschen Raiffeisen Verband zum Ende des Jahres 2008 ausgesprochen. Aufgrund eines Beschlusses der Hauptversammlung vom 20. März 2009 legte das Unternehmen den Namensbestandteil Raiffeisen ab und firmiert seither als Hauptgenossenschaft Nord AG.
2013 erwarb die Hauptgenossenschaft Nord 11 Standorte der Märka GmbH von Verbio in Brandenburg, Sachsen und Thüringen.
Im Oktober 2022 übernahm die Team SE mit 86 Prozent die Mehrheitsanteile an der Hauptgenossenschaft Nord AG. Im Zuge dessen erfolgte im Juni 2023 die Umbenennung der Hauptgenossenschaft Nord zur Team Agrar AG.
Im Juni 2024 erfolgte der Wechsel der Gesellschaftsform von der team agrar AG zur team agrar GmbH. Die Geschäftsführung der team agrar GmbH übernehmen Bent Nissen und Raimund Hackenberger.

## Tochterunternehmen/Beteiligungen
Die 1994 als Gemeinschaftsunternehmen der drei Firmen Biesterfeld, Scheibler (Werhahn) und Linssen in Hamburg gegründete Großhandelsfirma Biesterfeld Scheibler Linssen (BSL) ist seit 2009 unter dem neuen Namen BSL Betriebsmittel Service Logistik GmbH & Co. KG eine hundertprozentige Tochtergesellschaft der Hauptgenossenschaft Nord AG; sie erzielt nach diversen Übernahmen und Beteiligungen heute mit rund 230 Mitarbeitern 750 Mio. Euro Umsatz.
Im Jahr 2010 übernahm die Hauptgenossenschaft Nord 60 Prozent der Anteile an der Roth Agrarhandel GmbH, einem Agrarhandelsunternehmen mit rund 20 Standorten in Hessen, Sachsen-Anhalt, Sachsen und Thüringen. 2016 erfolgte dann der Erwerb der verbleibenden 40 Prozent.
Mit Wirkung zum 1. Juli 2014 wurde das zuvor gemeinsam mit der VR Bank Niebüll betriebene Joint-Venture HaGe VR Süderlügum, die vormalige Landhandelssparte der Bank, mit der Hauptgenossenschaft Nord verschmolzen.

## Beteiligung am Pflanzenschutzmittelkartell
Das Tochterunternehmen BSL Betriebsmittel Service Logistik GmbH & Co. KG wurde im Jahr 2020 infolge der Ermittlungen zum Deutschen Pflanzenschutzmittelkartell zur Zahlung eines Bußgeldes in Höhe von 29,3 Mio. Euro verurteilt. Das Unternehmen hatte im Rahmen des Kartells, zwischen 1998 und bis zur Aufdeckung der Preisabsprachen im Jahr 2015, die Preislisten für den Verkauf von Pflanzenschutzmitteln an Landwirte mit anderen Handelsunternehmen abgestimmt. Nach dem Abschluss des Kartellverfahrens laufen seit 2022 Schadenersatzverfahren von Geschädigtengemeinschaften und Einzelklägern gegen die am Kartell beteiligten Unternehmen.